# Pierre Poilievre
Pierre Poilievre (ur. 3 czerwca 1979 w Calgary) – kanadyjski polityk, który od września 2022 jest liderem Konserwatywnej Partii Kanady, oraz liderem Oficjalnej Opozycji. Członek kanadyjskiego parlamentu od 2004 roku.

## Biografia
Ukończył stosunki międzynarodowe na Uniwersytecie w Calgary z tytułem Bachelor of Arts w 2008 roku. W  latach 2013-2015 pełnił funkcję ministra ds. reform demokratycznych, a następnie ministra zatrudnienia i rozwoju społecznego w 2015 roku.
W czasie pandemii COVID-19 zasłynął jako zwolennik protestów przeciwko nakazom pandemicznym, zwanych „Konwojem Wolności”.

## Lider opozycji
Poilievre we wrześniu 2022 wygrał wybory w pierwszej turze, zdobywając 68% głosów członków partii. Jego kampania ogłosiła, że pozyskała setki tysięcy nowych członków, przyciągniętych obietnicami zmniejszenia roli państwa w życiu ludzi i zmniejszenia wydatków rządowych i podatków, które jego zdaniem przyczyniły się do wzrostu inflacji. 
W czasie kampanii atakował krajowy establishment oskarżając go o udaremnianie przedsiębiorczości, tłumienie wolności słowa i naruszania wolności jednostki. Zobowiązał się do uczynienia Kanady „najbardziej wolnym krajem na Ziemi” i uchylenia polityki, która jego zdaniem koliduje z wolnościami indywidualnymi. Apelował także do kanadyjskich robotników borykających się z problemami finansowymi. 

## Inne stanowiska
2 grudnia 2023 wydał 15–minutowy dokument „Housing Hell” (Piekło mieszkaniowe) na temat kryzysu mieszkaniowego w Kanadzie, który w ciągu tygodnia uzyskał 4 miliony wyświetleń na platformie X.
Opowiada się za normalizacją kryptowalut jako sposobu na wyjście z inflacji.